# 東宝教育映画
東宝教育映画株式会社（とうほうきょういくえいがかぶしきかいしゃ）は、かつて存在した日本の映画会社である。ここでは、その前身の東宝教育映画部、さらにその母体となる東宝航空教育資料製作所についてもふれる。なお、1960年に『思春の波紋』を製作した新東宝教育映画部とは無関係。

## 概史
東宝教育映画株式会社は、東宝争議での労使の合意にもとづき、東宝教育映画部の閉鎖にともなって、1948年12月、設立された。
前身の特別映画班＝航空教育資料製作所と東宝教育映画部を含め、東宝教育映画株式会社には、その後、各方面で活躍する美術家、アニメーター、ドキュメンタリー映画監督らが在籍または関係した。

### 特殊技術課から特別映画班=航空教育資料製作所へ
1937年、東京撮影所第二制作部に円谷英二を責任者とする特殊技術課を創設。1939年には、海軍から払い下げられた砧5丁目に映画科学研究所が設立され、そこでは海軍や三菱・中島・川崎といった航空機製作会社から依頼を受け、パイロットの訓練教育や工場労働者の士気高揚を目的とした映画が制作された。この年、うしおそうじが入社し、特殊技術課に配属されて線画（1941年、松竹動画研究所が設立され、動画という名前が一般化する前のアニメーションの訳語。動画ばかりでなく、図表、地図、グラフなども含む）に取り組む。1940年の『海軍爆撃隊』ではミニチュアを使った撮影が初めて行われた。同時に、この頃からPCL時代から動画に取り組んでいた大石郁雄とうしおそうじらが軍の教育訓練用映画向けの動画製作を開始。特殊技術課は特別映画班と呼ばれるようになる。真珠湾攻撃の後には、訓練教育用映画が「非常に役に立った」と海軍から大変に感謝されたという。
1944年6月、東宝は、東京撮影所内に特別映画班を強化した航空教育資料製作所（航資）を設置。円谷英二を責任者とする東宝航空教育資料製作所は、外部から美術家などを雇用し、最盛期に動画やミニチュア製作など230人、敗戦時でも約120名のスタッフを擁していた。

### 教育映画部創設
東宝航空教育資料製作所は、戦後、仕事がなくなり、人員整理の対象にされはじめた。経営陣は、ひとまずこれを「造形技術映画部」とし、東宝撮影所の森岩雄は、さらに、東宝教育映画部に再編した。教育映画部は、東宝映画第三撮影所を拠点にしていた。この時期に理研科学映画にいた野鳥映画の先駆者、下村兼史が教育映画部に入社する。
1947年1月、東宝映画第三撮影所を新東宝に明け渡し、教育映画部は、第一撮影所に合体し、「こども議会」（民間情報教育局（CIE）の激賞を受け、文部大臣賞、民主政治教育連盟賞受賞）などGHQの占領政策に沿った映画やアニメーション映画、自然観察映画、少年劇映画を製作し、劇場に送り出した。

### 教育映画の製作中止
ところが、旧「航空教育資料製作所」スタッフの「教育映画部」への転換に意欲的だった撮影所長の森岩雄と「航空教育資料製作所」の責任者であった円谷英二がGHQの指令で1947年末に公職追放され、経営者が入れ替ると、状況が一転する。
1948年3月末、東宝の新社長渡辺銕蔵は「健全財政方針」に沿って、教育映画の製作中止を命じた。同年4月16日、教育映画部9名、動画部門42名を含む関係全員の解雇が申し渡された。これを機会にいわゆる第3次東宝争議が始まる。『霜の花』、『大雪山の雪』といった東宝争議で製作不可能となった作品は、日本映画社の機材を借りて中谷宇吉郎、吉野馨治、小口禎三が引き継いで完成させた。

### 教育映画部から東宝教育映画へ、そして解散
1948年10月、渡辺銕蔵社長と労働組合側による東宝争議解決の「覚書」で、「整理案」承諾の具体的な方針として、「教育映画関係者（旧資料調査室員を含む50名）」に関して、新たに設立する別会社や提携会社への就業の機会を与えるよう努力する旨が記された。これにより、「東宝教育映画部」は東宝本体から切り離された。同年12月1日、総員60名で「東宝教育映画株式会社」設立。1949年3月設立された「教育映画配給社」（東宝が60%出資する子会社）を通じて普及を図る。外部の会社との提携なども含めて優れた作品を生み出した。
1952年5月、東宝教育映画株式会社は業績悪化のなかで解散した。社員は解雇され、機材や作品は日本映画新社に引き継がれた。スタッフには東映東京撮影所や日動映画、日本映画新社に入社またはフリー契約した者もいた。

## 芸術家との関わり

### 美術家との関わり
前身である東宝教育映画部の母体、特別映画班＝東宝航空教育資料製作所には、動画やミニチュア製作などのための美術スタッフが多く在籍していた。
1943年、高山良策は、航空教育資料製作所が特別映画班であった時代に転職し、撮影セットのミニチュアを作る仕事に従事。ここで山下菊二、難波田龍起らと知り合う。また、同年、画家の森芳雄も入社してくる。山下菊二は、東宝航空教育資料製作所時代の1944年から東宝教育映画部、東宝教育映画をへて1949年まで、勤務した。
また、前身である東宝教育映画部が製作した『ちどり』（32分・白黒、下村兼史演出、1946年製作、1947年9月公開）を書籍化したまひる書房の『ちどり』には、森芳雄が挿絵を書いている。後に絵本作家となる斎藤博之は、1946年4月に復員後、動画部門に勤め、森芳雄と知り合った。

### アニメーターとの関わり
前身である東宝教育映画部の母体、特殊技術課＝特別映画班＝東宝航空教育資料製作所では、軍の教材映画向けにうしおそうじらによって動画制作が行われていた。海軍の爆撃機の訓練用の映画『水平爆撃理論』（理論篇・実際篇・応用篇）（1940年 - 1941年）では、動画を使用した。
戦後の東宝教育映画部で取り組まれたアニメーション映画『ムクの木の話』（20分、白黒、1947年）には、戦後、動画担当の若林敏郎、上野武雄の他に、うしおそうじも関わっていた。他に、教育映画部で取り組まれたアニメ作品として、山田順治＝原画、琴寄金二、鈴木淳夫、奈良次雄＝作画、上野武夫＝撮影による、1949年2月完成の『古池繪巻 蛙と狐』（9分・白黒）がある。また、『ちどり』（32分・白黒、下村兼史演出）では、市野正二がアニメーション部分を担当している。
また、政岡憲三演出、日本漫画映画KK作画による日本動画社製作の『すて猫トラちゃん』（24分・白黒）を1947年9月に公開している。この映画を書籍化したまひる書房の『すて猫トラちゃん』では、絵をアニメーターの鷺巣富雄（うしおそうじ）が描いている。。
1948年春の時点で、東宝の動画部門には42名のスタッフがいた。
東宝教育映画株式会社となってからは、日本動画社製作のアニメ『小人と青虫』（17分・白黒、山本早苗製作、古沢秀雄演出、熊川政雄、浜康雅、もりやすじ、北島道雄、小幡俊治作画、1950年）と『お天気学校』（18分・白黒、山本早苗製作、1952年）を配給している。戦前にうしおそうじの上司・大石郁雄、若林敏郎の作画によって東宝でつくられた『ポン助の腕くらべ』（9分・白黒）を1951年に再編集してニュープリントをつくり、配給した。1933年12月31日公開の大石郁雄のアニメ『動絵狐狸達引』も、同じように戦後、東宝教育映画株式会社が再度配給している。

## 主な作品（配給作品も含む）

### 特別映画班時代
- 『水平爆撃理論』（理論篇，実際篇，応用篇）（1940年-1941年）
- 『海軍爆撃隊』（村治夫製作、木村荘十二監督、1940年5月）

### 航空教育資料製作所（航資）時代
- 『摺鉢形空戦要領・戰闘隊訓練』（製作年不明）
- 『かくて神風は吹く』（東宝特殊技術部、大映京都撮影所、1944年11月）
- 『雷撃隊出動』（村治夫製作、木村荘十二監督、1944年12月）
- 『海軍航空戦』（1944年12月）

### 教育映画部時代
- 『ちどり』（32分・白黒、下村兼史演出、映画世界賞、文部省選定、1946年製作、1947年9月公開）
- 『こども議会』（19分・白黒、丸山章治監督、文部大臣賞、1947年5月）
- 『ムクの木の話』（20分・白黒、丸山章治監督、1947年9月公開）
- 『すて猫トラちゃん』（24分・白黒、日本動画社製作、1947年9月公開）
- 『名探偵ヒロシ君』（35分・白黒、関川秀雄監督、1947年）
- 『卵は語る』（18分・白黒、太田仁吉監督、日本映画社製作、1947年）
- 『ぼくらの教室』（23分・白黒、西沢豪脚本、丸山章治監督、1948年）
- 『谷間の少女』（49分・白黒、1948年、野田真吉監督）

### 東宝教育映画時代
- 『石の中の鳥』（49分・白黒、1948年、野田真吉監督）
- 『古池繪巻 蛙と狐』（9分・白黒、西尾善行監督、1949年2月完成）
- 『こんこん鳥物語』（29分・白黒、下村兼史脚本・演出、文部大臣賞、第4回毎日映画コンクール教育文化映画賞受賞、1949年）
- 『水晶山の少年』（39分・白黒、杉江敏男監督、1949年）
- 『鶴と子供たち』（41分・白黒、成瀬巳喜男・如月敏脚色、下村兼史・藤原杉雄演出、1949年）
- 『機関車小僧』（45分・白黒、野田真吉監督、1949年）
- 『消えた仔牛』（38分・白黒、小田基義監督、全農林労働組合協力、1949年）
- 『朝風に乗って』（30分・白黒、丸山誠治監督、1950年）
- 『ああこの一球』（45分・白黒、永井龍男原作、津田不二夫演出、1950年）
- 『桜島』（西沢豪監督、1950年）
- 『流れ作業』（18分・白黒、1950年）
- 『小人と青虫』（17分・白黒、日本動画社製作、古沢秀雄演出、1950年）
- 『生活協同組合』（約20分、本多猪四郎監督、1950年）
- 『りんご園物語』（46分・白黒、下條正巳主演、藤原杉雄監督、1950年）
- 『雀の生活』（下村兼史脚本・演出、1951年）
- 『ポン助の腕くらべ』（9分・白黒、1951年配給）
- 『小売店の仕事』（17分・白黒、1951年）
- 『資源に挑む』（西沢豪監督、1951年）
- 『或日の沼池』（下村兼史監督、1951年）
- 『お天気学校』（18分・白黒、山本早苗製作、1952年）